# Bromodomini

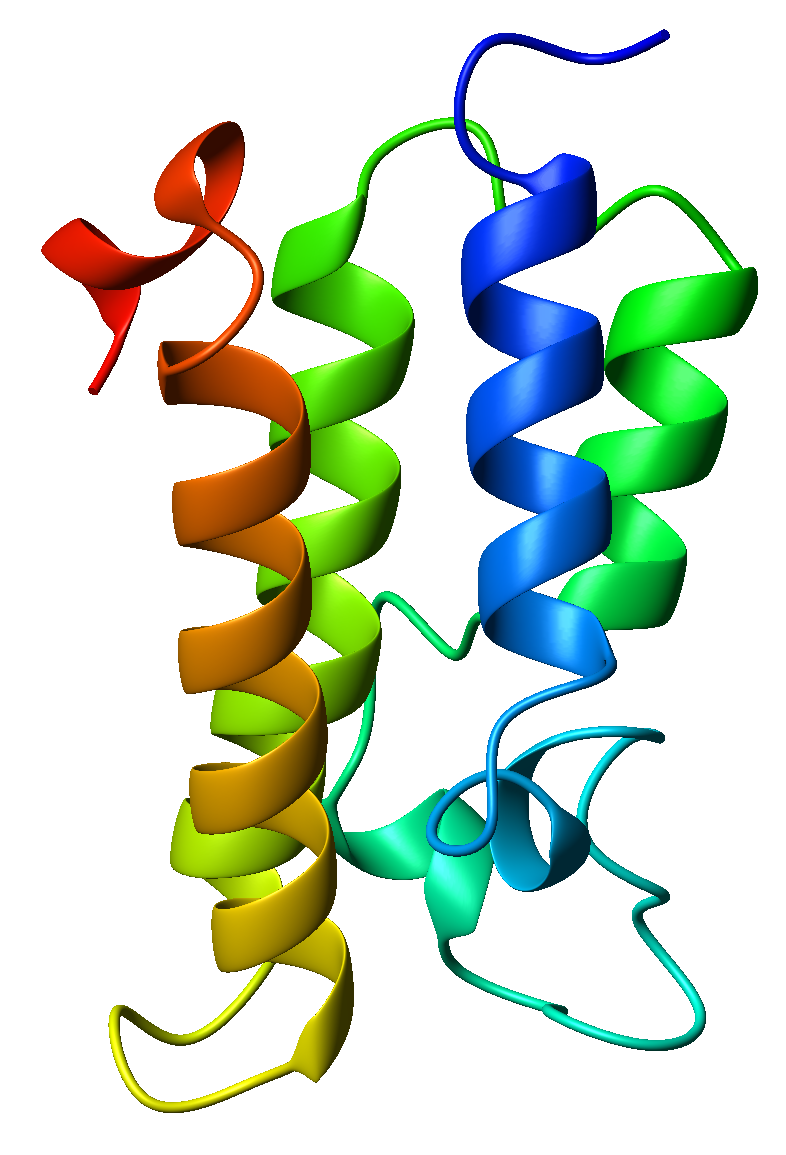
Diagrama de cintes del bromodomini GCN5 de Saccharomyces cerevisiae, colorat de blau (N-terminal) a vermell (C-terminal).

Un bromodomini és un domini proteic que reconeix residus de lisina acetilats com els que es troben als extrems N-terminals de les histones. Aquesta capacitat de reconeixemen sol ser un requisit per l'associació proteïna-histona i el remodelatge de la cromatina. El domini en si adopta un plec de proteïna tota alfa, un paquet de quatre hèlixs alfa.

## Descobriment
El bromodomini fou identificat com a nou motiu estructural per John W. Tamkun i col·laboradors mentre estudiaven el gen brm, demostrant la semblança de la seqüència a gens implicats en l'activació transcripcional.

## Importància mèdica
Un estudi recent dut a terme al Cold Spring Harbor Laboratory descobrí que el bromodomini-4 té un paper crític en la proliferació descontrolada de les cèl·lules de leucèmia aguda mieloide (LAM). De fet, quan es bloqueja l'activitat del bromodomini-4 amb un determinat fàrmac, les cèl·lules canceroses es converteixen ràpidament en cèl·lules normals.